# 井沢英二
井澤 英二（いざわ えいじ、1938年5月6日 - ）は、日本の地球科学者。工学博士（1987年）。九州大学教授を歴任。専門は鉱床学。熊本市生まれ。

## 経歴
旧東京都立大学付属高等学校から国際基督教大学へ入学。1961年教養学部自然科学科を卒業。九州大学大学院工学研究科（鉱山工学専攻）に進み、1966年博士課程を単位取得退学、九州大学工学部採鉱学科助手となる。1967年同工学部講師、1987年助教授、同年工学博士の学位を取得、学位論文は「Genetic models for epithermal gold deposits in southern Kyushu (南九州の浅熱水金鉱床の生成モデル) 」、1990年教授となる。2002年定年退職。現在、日本鉱業史研究会会長。

## 業績
研究の主体は、鉱床地域の岩石・鉱石に含まれる鉱物の特徴を明らかにし、資源探査に役立てることを目指した。岩石中の炭素鉱物や金銀鉱脈の周囲の粘土鉱物が、温度の指標となることを見出し、鉱床の発見に寄与するなど、資源工学に大きく貢献した。日本最大といわれる菱刈鉱山の金鉱床の綿密な調査を行い、その鉱化作用の詳細を明らかにした研究は高く評価されている。現在は、鉱山工学の知見を活かしながら、我が国の鉱業の歴史を研究している。2004年に資源地質学会の加藤武夫賞を受賞。

## 主な著書
- 井澤英二「資源エネルギー予測－資源の考え方－」、『九州大学公開講座15 日本はどうなる』、1986年、九州大学出版会、87－116頁。
- 井澤英二『よみがえる黄金のジパング』、岩波科学ライブラリー5、1993年、岩波書店。
- 井澤英二「資源の探査」、『岩波講座 地球惑星科学4、地球の観測』、1996年、岩波書店、291－323頁。